# Temnadenia ornata
Temnadenia ornata är en oleanderväxtart som först beskrevs av Frederico Carlos Hoehne, och fick sitt nu gällande namn av R. E. Woodson. Temnadenia ornata ingår i släktet Temnadenia och familjen oleanderväxter. Inga underarter finns listade i Catalogue of Life.